# Chorisoneura sordida
Chorisoneura sordida är en kackerlacksart som beskrevs av Brunner von Wattenwyl 1865. Chorisoneura sordida ingår i släktet Chorisoneura och familjen småkackerlackor. Inga underarter finns listade i Catalogue of Life.